# Norma Varden
Norma Varden (London, 1898. január 20. –‎ Santa Barbara, 1989. január 19.) angol-amerikai színművész.

## Pályafutása
Varden Londonban született egy nyugalmazott tengerészkapitány lányaként, és különösen tehetséges gyerek volt. Párizsban koncertzongoristának tanult, és Angliában is fellépett, mielőtt a színészet mellett döntött. A Guildhall School of Music and Drama iskolában tanult előadóművészetet, és a Pán Péterben Mrs Darling szerepében lépett először színpadra.
Varden Kate Rorke színésznő pártfogoltja volt. A The Wandering Jew című darabban debütált a West Enden 1920-ban. Az Aldwych Theatre társulatának állandó tagjává vált 1929 és 1933 között. Brit filmekben is játszott, általában gőgös felsőosztálybeli szerepekben.
Varden angol filmszerepeinek köszönhetően Hollywoodból is kapott ajánlatokat, és a második világháború elején odaköltözött, ahol hosszú karrierje során karakter- és mellékszerepeket játszott. Számos filmben szerepelt, többek között a Casablanca (1942), Az őrnagy meg a csitri (1942), Dover fehér sziklái (1944), A nagy derby (1944), A zöld évek (1946), Forever Amber (1947), Idegenek a vonaton (1951), Szőkék előnyben (1953), Jupiter's Darling (1955) és A vád tanúja (1957) címűben. Schmidt asszony házvezetőnőt játszotta A muzsika hangja (1965) című filmben. Két évvel később kisebb szerepet kapott Lady Petherington szerepében a Doktor Dolittle-ben (1967).
1949-ben felvette az amerikai állampolgárságot.

## Fordítás
- Ez a szócikk részben vagy egészben  a   Norma Varden című angol Wikipédia-szócikk fordításán alapul.  Az eredeti cikk szerkesztőit annak laptörténete sorolja fel. Ez a jelzés csupán a megfogalmazás eredetét és a szerzői jogokat jelzi, nem szolgál a cikkben szereplő információk forrásmegjelöléseként.